# The White Pearl
The White Pearl er en amerikansk stumfilm fra 1915 af Edwin S. Porter og Hugh Ford.

## Medvirkende
- Marie Doro som Nancy Marvell.
- Thomas Holding som Bob Alden.
- Walter Craven som Robert Alden, Sr.
- Robert Broderick som Marvell.
- Cesare Gravina som Setsu.